# Claude-Alexandre Desbiez de Saint-Juan
Claude-Alexandre Desbiez de Saint-Juan, premier baron de Saint-Juan, né à Besançon le 4 mai 1747 et mort à Besançon le 2 avril 1820, fut premier avocat général (1771) puis conseiller (1774) au Parlement de Besançon.

## Biographie

### Famille
Claude-Alexandre Desbiez de Saint-Juan est né à Besançon le 4 mai 1747 dans une ancienne famille de Franche-Comté originaire du bailliage d'Ornans,.
Il était le fils de noble Étienne-Ignace Desbiez, premier avocat général (1736), puis conseiller au Parlement de Besançon et de Geneviève Caron de Sancey,

Il épousa le 4 mai 1784 à Besançon Marie-Théodore Le Bas de Bouclans, fille de Charles-Alexis Le Bas marquis de Bouclans, président à mortier au parlement de Besançon et de Marie-Thérère Chevignard de Chavigny (fille de Philibert Chevignard de Chavigny, président du parlement de Besançon et nièce de l'ambassadeur Théodore Chevignard de Chavigny,. Ils eurent un fils unique : Charles de Saint-Juan (1785-1862), personnalité politique orléaniste et un conseiller général du département du Doubs.
Il possédait l'hôtel du Bouteiller à Besançon ainsi qu'une propriété à Durnes et acquit en 1800 le château de Salans dans le Jura  qui resta dans la famille Desbiez de Saint-Juan jusqu'en 1918, et auquel son fils le baron Charles de Saint-Juan laissa plus tard son empreinte en le transformant.

### Avocat-général puis conseiller au parlement de Besançon
En 1771, il succéda à son père Étienne-Ignace Desbiez, dans la charge de premier avocat général du parlement de Besançon.
En 1773, Claude-Alexandre Desbiez, avocat général au Parlement de Besançon, sur le point de devenir conseiller au parlement de Besançon fut dispensé comme noble du paiement du marc d'or.
Il devint conseiller au même parlement en 1774.

### 1erBaron de Saint-Juan
En août 1786, les terres de Saint-Juan, Autechaux et Adam, ainsi que les fiefs et arrière-fiefs de Laviron, Tarcenay et Naisey furent érigés par Louis XVI en baronnie de Saint-Juan pour Claude-Alexandre Desbiez de Saint-Juan et ses descendants,.

### Membre de l'Académie des sciences, belles-lettres et arts de Besançon
Le baron Claude-Alexandre Desbiez de Saint-Juan fut membre de l'Académie des sciences, belles-lettres et arts de Besançon et de Franche-Comté dont il fit partie jusqu'à son décès.
Il mourut le  2 avril 1820 à Besançon en son Hôtel du Bouteiller,.